# HD 61453
HD 61453，又名CD-37 3736，SAO 198210、HR 2945，是一颗恒星，视星等为6.38，位于銀經251.71，銀緯-8.05，其B1900.0坐标为赤經7h 34m 12.8s，赤緯-37° -8.05′ 8″。